# Église Saint-Martin d'Arcizans-Avant
L'église Saint-Martin d'Arcizans-Avant est une église catholique située à  Arcizans-Avant, dans le Lavedan, dans le département français des Hautes-Pyrénées en région Occitanie.

## Localisation
Elle se situe au centre du village.

## Historique
L’église Saint-Martin, de style roman, est désorientée et a été entièrement restaurée au XVIIe siècle, elle est inscrite au titre des monuments historiques en 1979.

## Architecture
Son clocher barlong (rectangulaire) à double impérial galbé et couvert d’ardoise, date de 1759. Au milieu du toit, un clocheton abrite un chimboulet, c’est-à-dire une petite cloche au son clair qui annonçait l’élévation durant la messe. Un petit chrisme roman orne la porte latérale de 1733.

## Galerie de photos

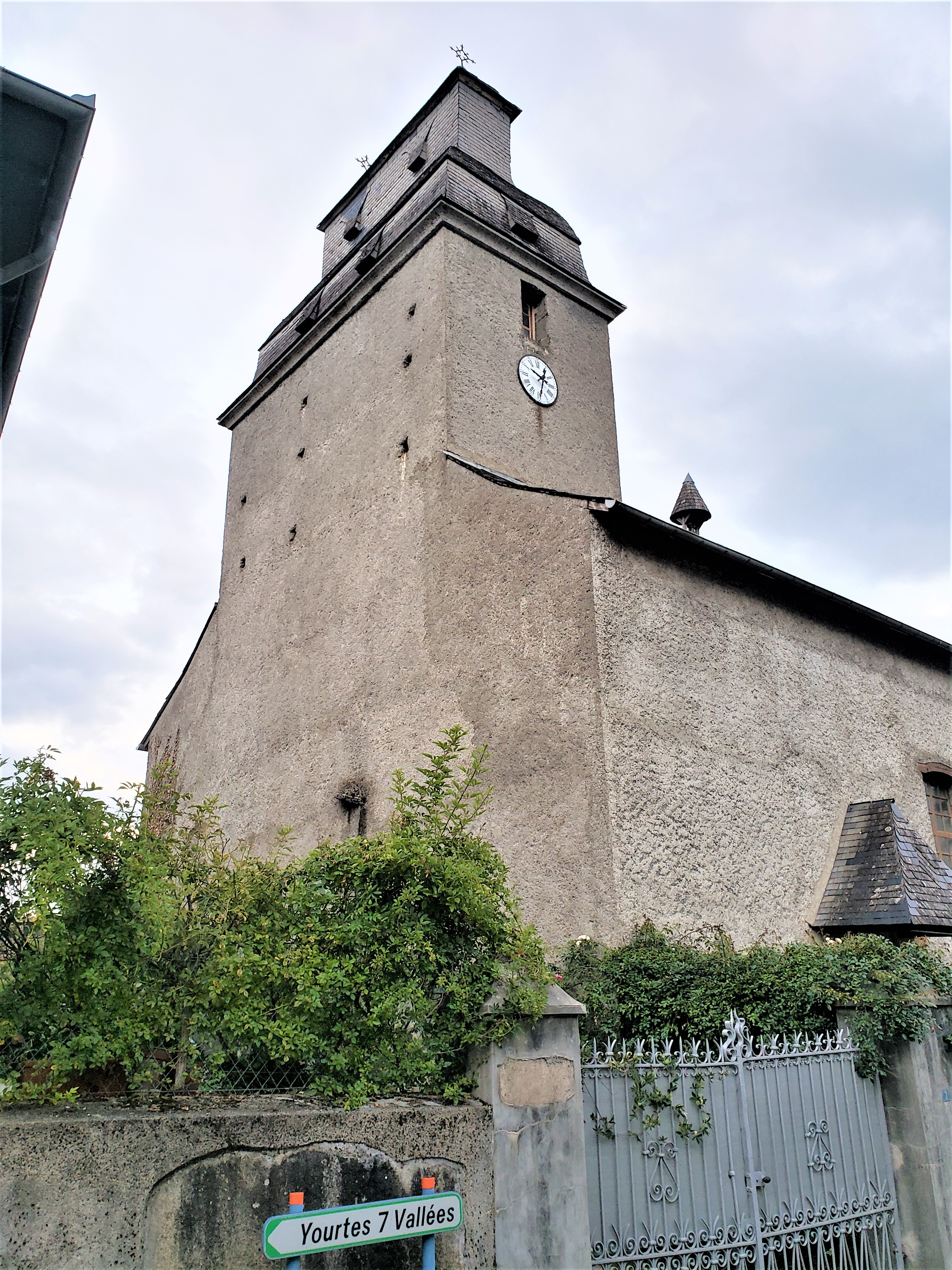
Clocher.
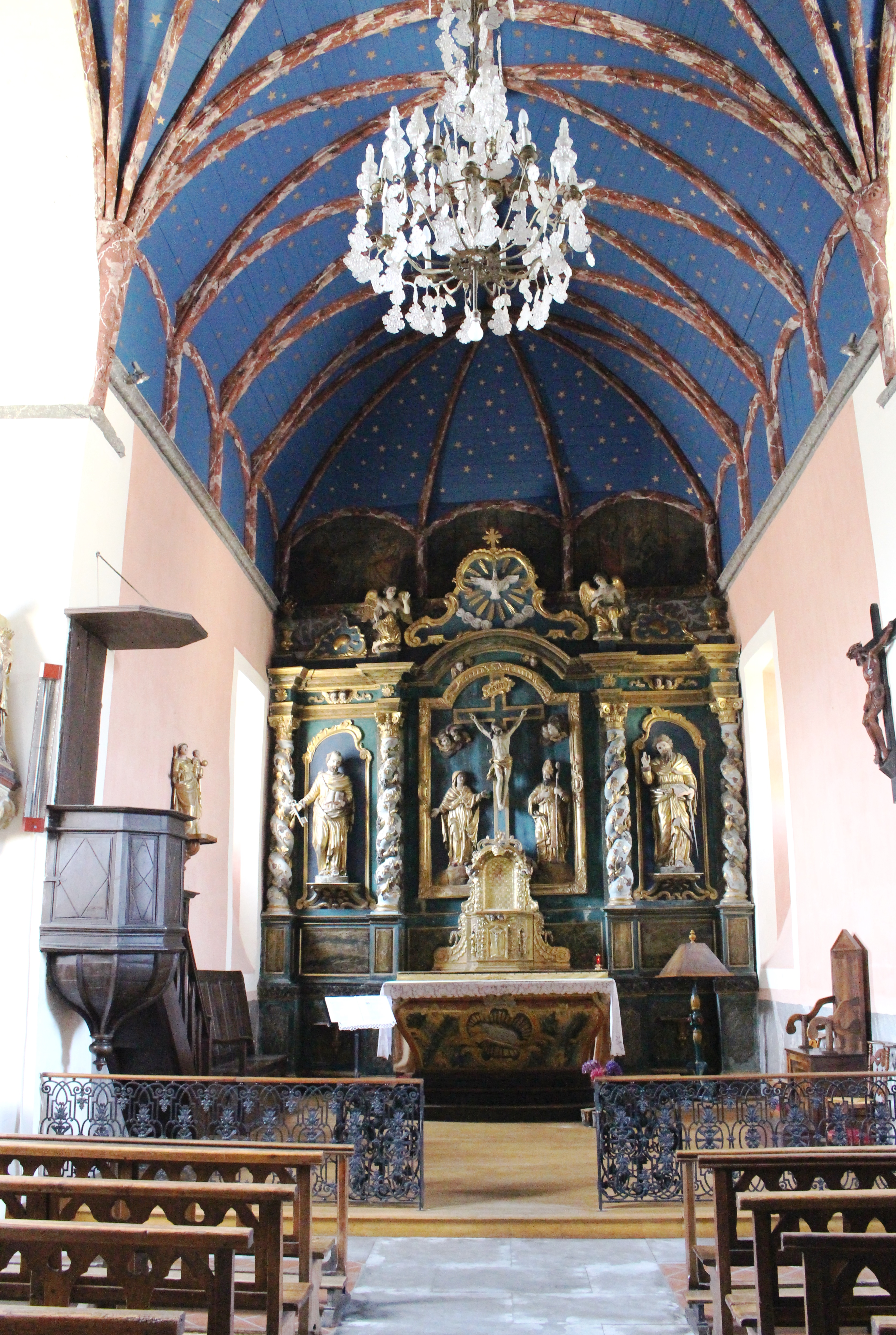
Chœur.
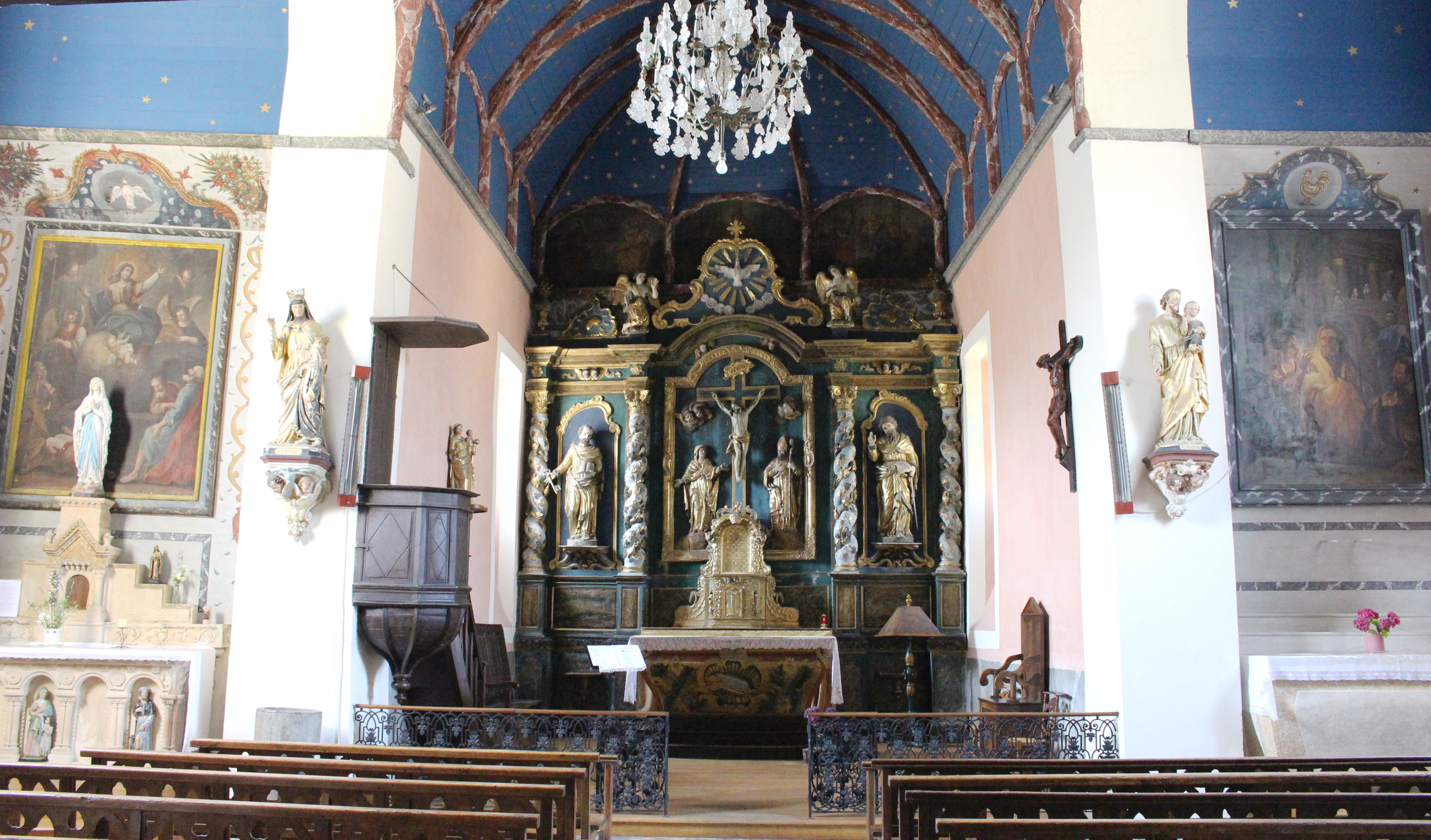